# Stellan Skarsgård
Stellan John Skarsgård (* 13. června 1951 Göteborg) je švédský divadelní, filmový a televizní herec, hrající ve skandinávských, hollywoodských i mezinárodních produkcích. Mezi jeho známé filmy patří například snímky Prolomit vlny, Dobrý Will Hunting, Piráti z Karibiku: Truhla mrtvého muže, Mamma Mia!, Boj sněžného pluhu s mafií, seriál Černobyl a v českém prostředí také film Nabarvené ptáče.

## Životopis

### Osobní život
Narodil se v Göteborgu. během, jeho dětství se s rodinou často stěhoval. Je otcem herců Alexandera, Gustafa, Sama, Billa, a Valtera a modelky Eije Skarsgårdových. Syny Ossiana a Kolbjörna má se svojí druhou manželkou Megan Everett. Má celkem 8 dětí.

### Kariéra
Jeho herecká kariéra začala ve Švédsku velmi brzy. Již v deseti letech měl bohaté zkušenosti ze švédských filmů, divadel i televize. První roli ve významnějším zahraničním filmu dostal v roce 1988 ve snímku Nesnesitelná lehkost bytí s Danielem Day-Lewisem a Juliette Binoche. Pozornost si získal rolí ve filmu Hon na ponorku v roce 1990. V dalších letech se objevil v mnoha dalších celosvětově známých filmech jako Prolomit vlny, Dobrý Will Hunting, Ronin, Skleněný dům, Vymítač ďábla: Zrození, Král Artuš a další.
V roce 2006 si zahrál otce Orlanda Blooma ve druhém díle série Piráti z Karibiku. Ve stejném roce spolupracoval i s Milošem Formanem, v jehož filmu Goyovy přízraky ztvárnil hlavní roli malíře Francisca Goyi. Švédského spisovatele Billa Andersena si zahrál ve filmovém zpracování muzikálu Mamma Mia!. V roce 2009 se objevil ve filmu podle knihy Dana Browna Andělé a démoni.
Produkce filmu Schindlerův seznam (1993) uvažovala o jeho obsazení do hlavní role Oskara Schindlera. Podle Skarsgårda si ho lidé občas pletou s Liamem Neesonem, který hrál Schindlera právě v tomto snímku. Naopak Skarsgård nahradil Neesona ve filmu Vymítač ďábla: Zrození z roku 2004. Hostoval také v televizním seriálu Vincentův svět v roli Vernera Vollstedta, německé režiséra fiktivního filmu Smokejumpers. V roce 2011 se jako doktor Erik Selvig objevil ve filmu Thor. Tuto roli si zopakoval i v následujících letech ve snímcích Avengers, Thor: Temný svět a Avengers: Age of Ultron.
V roce 2019 hrál jednu z hlavních postav v seriálu Černobyl, za nějž byl oceněn Zlatým glóbem.

## Filmografie (výběr)
| Rok  | Název                                  | Role                            | Poznámky                                                         |
| ---- | -------------------------------------- | ------------------------------- | ---------------------------------------------------------------- |
| 1968 | Bombi Bitt och jag                     | Bombi Bitt                      | TV seriál                                                        |
| 1972 | Firmafesten                            | Peter                           |                                                                  |
| 1972 | Strandhugg i somras                    | Erik                            |                                                                  |
| 1972 | Magnetisören                           | Soldier                         |                                                                  |
| 1973 | Fem døgn i August                      | Christer                        |                                                                  |
| 1973 | Bröllopet                              | Roffe Eriksson                  |                                                                  |
| 1974 | Anita – ur en tonårsflickas dagbok     | Erik                            |                                                                  |
| 1974 | The Intruders                          | Peter Delaney                   |                                                                  |
| 1977 | Tabu                                   | Jan-Erik                        |                                                                  |
| 1977 | Hemåt i natten                         | Kurt Sjöberg                    |                                                                  |
| 1982 | The Simple-Minded Murder               | Sven                            |                                                                  |
| 1983 | P & B                                  | Karl-Johan 'Charlie' Pettersson |                                                                  |
| 1984 | Åke och hans värld                     | Ebenholtz                       |                                                                  |
| 1985 | Falsk som vatten                       | Stig                            |                                                                  |
| 1985 | Noon Wine                              | Olaf Helton                     |                                                                  |
| 1985 | Pelle Svanslös i Amerikatt             | Pelle Swanson, hlas             |                                                                  |
| 1986 | Ormens väg på hälleberget              | Karl Orsa Markström             |                                                                  |
| 1987 | Jim & piraterna Blom                   | Gustav, Jim's Father            | Také autor                                                       |
| 1987 | Hip hip hurra!                         | Sören Kröyer                    |                                                                  |
| 1988 | Nesnesitelná lehkost bytí              | Inženýr                         |                                                                  |
| 1988 | Vargens tid                            | Peder Ulfstand                  |                                                                  |
| 1988 | Friends                                | Matt                            |                                                                  |
| 1988 | The Perfect Murder                     | Axel Svensson                   |                                                                  |
| 1989 | S/Y Glädjen                            | Klas Larsson                    |                                                                  |
| 1989 | Täcknamn Coq Rouge                     | Carl Hamilton                   |                                                                  |
| 1989 | Vildanden                              | Gregers Werle                   | TV film                                                          |
| 1989 | Ženy na střeše                         | Willy                           |                                                                  |
| 1989 | Förhöret                               | Carl Hamilton                   |                                                                  |
| 1990 | Hon na ponorku                         | Kapitán Tupolev                 |                                                                  |
| 1990 | God afton, Herr Wallenberg             | Raoul Wallenberg                |                                                                  |
| 1991 | Býk                                    | Helge Roos                      |                                                                  |
| 1992 | Demokrati a teroristé                  | Carl Hamilton                   |                                                                  |
| 1992 | Vítr                                   | Joe Heiser                      |                                                                  |
| 1993 | Prak                                   | Fritiof Schütt                  |                                                                  |
| 1993 | Sista dansen                           | Host in Norrköping              |                                                                  |
| 1995 | Jönssonligans största kupp             | Herman Melvin                   |                                                                  |
| 1995 | Kjærlighetens kjøtere                  | Randbæk                         |                                                                  |
| 1995 | Hundarna i Riga                        | Magnus Björk                    |                                                                  |
| 1996 | Harry och Sonja                        | Harry Olsson                    |                                                                  |
| 1996 | Prolomit vlny                          | Jan Nyman                       |                                                                  |
| 1997 | Insomnie                               | Jonas Engström                  |                                                                  |
| 1997 | My Son the Fanatic                     | Schitz                          |                                                                  |
| 1997 | Amistad                                | Tappan                          |                                                                  |
| 1997 | Dobrý Will Hunting                     | Profesor Gerald Lambeau         |                                                                  |
| 1997 | Království                             | Švédský právník                 | Televizní minisérie                                              |
| 1998 | Glasblåsarns barn                      | Albert                          |                                                                  |
| 1998 | Savior                                 | Peter Dominic                   |                                                                  |
| 1998 | Ronin                                  | Gregor                          |                                                                  |
| 1999 | Útok z hlubin                          | Jim Whitlock                    |                                                                  |
| 2000 | Harlanská válka                        | Warren Jakopovich               |                                                                  |
| 2000 | V moci snů                             | William Granther                |                                                                  |
| 2000 | Znamení a zázraky                      | Alec                            |                                                                  |
| 2000 | Časový kód                             | Alex Green                      |                                                                  |
| 2000 | Tanec v temnotách                      | Doctor                          |                                                                  |
| 2000 | AberdeenAberdeen                       | Tomas                           | Také pomocný producent filmu                                     |
| 2000 | The Hire: Powder Keg                   | Harvey Jacobs                   |                                                                  |
| 2000 | Kiss Kiss (Bang Bang)                  | Felix                           |                                                                  |
| 2001 | Na miskách vah                         | Dr. Wilhelm Furtwängler         |                                                                  |
| 2001 | Skleněný dům                           | Terrence 'Terry' Glass          |                                                                  |
| 2002 | Město duchů                            | Joseph Kaspar                   |                                                                  |
| 2003 | Hra o čas                              | Tyrone Abernathy                |                                                                  |
| 2003 | Att döda ett barn                      | Vypravěč (pouze hlas)           |                                                                  |
| 2003 | Helena Trojská                         | Theseus                         | Televizní minisérie                                              |
| 2003 | Dogville                               | Chuck                           |                                                                  |
| 2004 | Král Artuš                             | Cerdic                          |                                                                  |
| 2004 | Vymítač ďábla: Zrození                 | Otec Merrin                     |                                                                  |
| 2005 | Pod nadvládou zla                      | Otec Lankester Merrin           |                                                                  |
| 2005 | Beowulf: Král barbarů                  | Hrothgar                        |                                                                  |
| 2005 | Provinilá srdce                        | Stangl                          |                                                                  |
| 2006 | Kill Your Darlings                     | Erikův otec                     |                                                                  |
| 2006 | Goyovy přízraky                        | Francisco Goya                  |                                                                  |
| 2006 | Arn                                    | Birger Brosa                    |                                                                  |
| 2006 | Piráti z Karibiku: Truhla mrtvého muže | Bootstrap Bill Turner           |                                                                  |
| 2007 | Piráti z Karibiku: Na konci světa      | Bootstrap Bill Turner           |                                                                  |
| 2008 | WΔZ                                    | Eddie Argo                      |                                                                  |
| 2008 | Bůh před soudem                        | Baumgarten                      | Televizní film                                                   |
| 2008 | Arn - Riket vid vägens slut            | Birger Brosa                    |                                                                  |
| 2008 | Vincentův svět                         | Werner                          | 3 epizody                                                        |
| 2008 | Mamma Mia!                             | Bill Anderson                   |                                                                  |
| 2009 | Boogie Woogie                          | Bob Maccelstone                 |                                                                  |
| 2009 | Andělé a démoni                        | Commander Maximilian Richter    |                                                                  |
| 2009 | Frankie and Alice                      | Dr. Oz                          |                                                                  |
| 2009 | Metropie                               | Ralph                           |                                                                  |
| 2010 | Bezva chlap                            | Ulrik                           | Norský film, originální názvy En ganske snill mann nebo Regnskap |
| 2010 | The Galapagos Affair                   | Friedrich                       |                                                                  |
| 2010 | Submission                             | Vypravěč (anglická verze)       |                                                                  |
| 2010 | Král z ostrova Bastøy                  | Håkon                           | norský film, původním názvem Kongen av Bastøy                    |
| 2010 | Jako bych tam nebyla                   | Doctor                          |                                                                  |
| 2011 | Thor                                   | dr. Erik Selvig                 |                                                                  |
| 2011 | Melancholia                            | Jack                            |                                                                  |
| 2011 | Muži, kteří nenávidí ženy              | Martin Vanger                   |                                                                  |
| 2012 | Avengers                               | dr. Erik Selvig                 |                                                                  |
| 2013 | Romeo and Juliet                       | veronský princ                  |                                                                  |
| 2013 | Koleje osudu                           | Finlay                          |                                                                  |
| 2013 | Nymfomanka                             | Seligman                        |                                                                  |
| 2013 | Ranhojič                               | Barber                          |                                                                  |
| 2013 | Thor: Temný svět                       | dr. Erik Selvig                 |                                                                  |
| 2014 | Boj sněžného pluhu s mafií             | Nils                            |                                                                  |
| 2014 | Hektorova cesta aneb hledání štěstí    | Edward                          |                                                                  |
| 2015 | Popelka                                | velkovévoda                     |                                                                  |
| 2015 | Avengers: Age of Ultron                | dr. Erik Selvig                 |                                                                  |
| 2016 | Zrádce mezi námi                       | Dima                            |                                                                  |
| 2017 | Návrat na Montauk                      | Max Frisch                      |                                                                  |
| 2017 | Borg/McEnroe                           | Lennart Bergelin                |                                                                  |
| 2018 | Muž, který zabil Dona Quijota          | Boss                            |                                                                  |
| 2018 | Mamma Mia! Here We Go Again            | Bill                            |                                                                  |
| 2019 | Nabarvené ptáče                        | Hans                            |                                                                  |
| 2019 | Černobyl                               | Boris Ščerbina                  | TV seriál                                                        |
| 2019 | Ut og stjæle hester                    | Trond                           |                                                                  |
| 2020 | Duna                                   | baron Vladimir Harkonnen        |                                                                  |
| 2022 | Andor                                  | Luthen Rael                     | TV seriál                                                        |
| 2024 | Duna: Část druhá                       | baron Vladimir Harkonnen        |                                                                  |

## Ocenění a nominace
| Rok  | Ocenění                                | Kategorie                                                                                         | Titul                  | Výsledek  |
| ---- | -------------------------------------- | ------------------------------------------------------------------------------------------------- | ---------------------- | --------- |
| 1982 | Berlínský mezinárodní filmový festival | Stříbrný medvěd pro nejlepšího herce                                                              | Den Enfaldige Mördaren | vítězství |
| 2001 | European Film Academy                  | Nejlepší herec                                                                                    | Na miskách vah         | nominace  |
| 2001 | European Film Academy                  | Nejlepší evropský herec                                                                           | Na miskách vah         | nominace  |
| 2019 | Zlatý glóbus                           | Zlatý glóbus za nejlepší mužský herecký výkon ve vedlejší roli v seriálu, minisérii nebo TV filmu | Černobyl               | vítězství |